# Bánh chưng

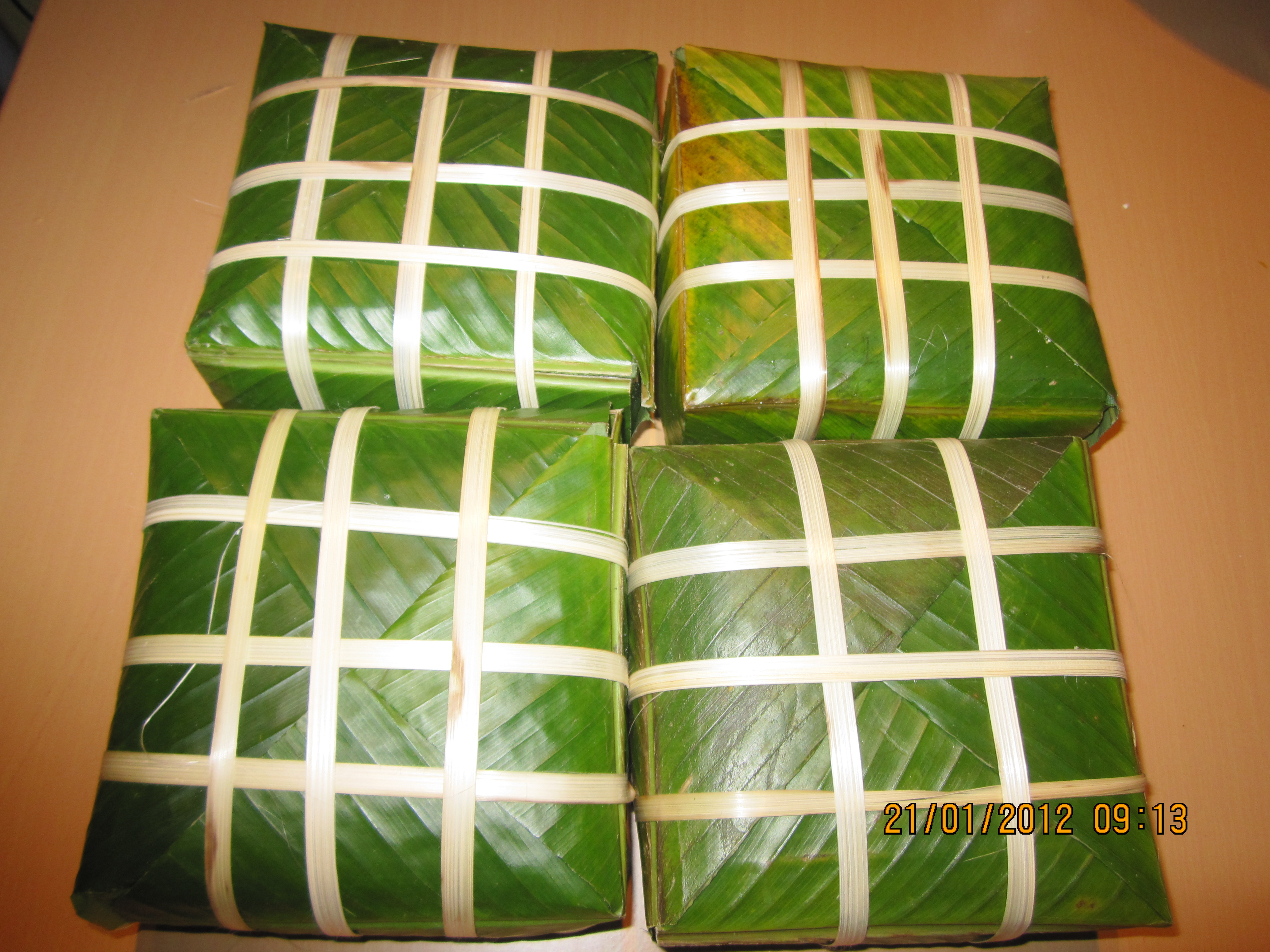
Bánh chưng

Bánh chưng (IPA: [ʔɓajŋ̟˧˦ t͡ɕɨŋ˧˧]) ist ein traditionelles Gericht aus der vietnamesischen Küche, das aus Klebreis, Mungobohnen, Schweinefleisch und anderen Zutaten hergestellt wird. Der Ursprung des Bánh chưng geht auf die Legende von Lang Liêu, der achtzehnte Prinz des letzten Königs der sechsten Hùng-Dynastie, zurück, der dank seiner Erschaffung von Bánh chưng und Bánh giầy, die stets die Erde bzw. den Himmel symbolisieren, Thronfolger wurde. Die Zubereitung und das Essen von Bánh chưng gelten als wesentliche Bestandteile des vietnamesischen Familienaltars anlässlich des Tết-Nguyên-Đán-Festes (vietnamesischen Neujahrsfests) und auch als eine vietnamesische kulturelle Tradition, die heutzutage gut erhalten ist. Bánh chưng wird auch außerhalb des Tết Nguyên Đán-Festes über das ganze Jahr hinweg gegessen.

## Ursprung
Der Ursprung von Bánh chưng geht gemäß dem um 1695 erschienenen Buch Lĩnh Nam chích quái (Außergewöhnliche Geschichten aus Lĩnh Nam/Lingnan) auf eine Legende von Lang Liêu, der achtzehnte Prinz des letzten Königs der sechsten Hùng-Dynastie (ca. 1712–1632 v. Chr.), zurück. Gemäß dieser Legende hielt der Hùng-König bei der Wahl seines Nachfolgers unter seinen Söhnen einen Wettbewerb ab, bei dem jeder Prinz zum Tết-Nguyên-Đán-Fest eine Delikatesse mitbringen sollte, die die Aufrichtigkeit der Vorfahren repräsentierte. Derjenige, der das köstlichste Gericht für den Altar der Vorfahren erschaffen konnte, würde der nächste Herrscher des Landes werden. Während andere Prinzen versuchten, seltene und köstliche Nahrungsmittel auf Land und Wasser für die Zubereitung ihrer Gerichte zu finden, konnte sich Lang Liêu, der achtzehnte Prinz und zugleich auch der ärmste Sohn des Hùng-Königs, solch luxuriöse Gerichte nicht leisten. Er musste sich mit alltäglichen Zutaten wie Reis und Schweinefleisch begnügen. Aus diesen einfachen Zutaten erschuf er einen Kuchen in quadratischer Form namens Bánh chưng, der die Erde symbolisiert, und einen Kuchen in runder Form namens Bánh giầy, der den Himmel symbolisiert. Als der Hùng-König Lang Liêus Bánh chưng und Bánh giầy probierte, fand er, dass sie nicht nur köstlich, sondern auch die aufrichtigste Darstellung des Respekts gegenüber den Vorfahren waren. Daher beschloss er, den Thron an Lang Liêu abzutreten. Am Ende gründete Lang Liêu die siebte Hùng-Dynastie (ca. 1631–1432 v. Chr.). Dadurch werden Bánh chưng und Bánh giầy zu traditionellen Gerichten während dem Tết Nguyên Đán-Fest.

## Zutaten
Die erforderlichen Zutaten für Bánh chưng sind Klebreis, Mungobohnen, fettes Schweinefleisch und schwarzer Pfeffer, Kochsalz, manchmal Frühlingszwiebeln und Fischsauce, die für den salzigen Geschmack verwendet werden. Zum Einwickeln von Bánh chưng benötigt man Lá dong (Stachyphrynium placentarium), Blätter eines Pfeilwurzgewächses, abgespaltene Schnüre von Giang, lange Bambusknoten, und manchmal eine quadratische Holzform. Lá dong, das nur in Südasien vorkommt, kann durch Bananenblätter oder sogar Katappenbaumblätter (viet.: Lá bàng) ersetzt werden.

## Bedeutung und Symbolismus
Bánh chưng gilt als ein unverzichtbares Gericht im Tết-Nguyên-Đán-Fest und wird auf den Familienaltären platziert, um die Familienvorfahren zu ehren und sie um Unterstützung im neuen Jahr zu bitten. Bánh chưng symbolisiert die Erde in einer eingewickelten grünen und quadratischen Verpackung. Die verschiedenen Zutaten von Bánh chưng, die aus sämtlichen Produkten der Natur stammen, betonen ebenfalls dessen Bedeutung für die Vietnamesen.

## Varianten

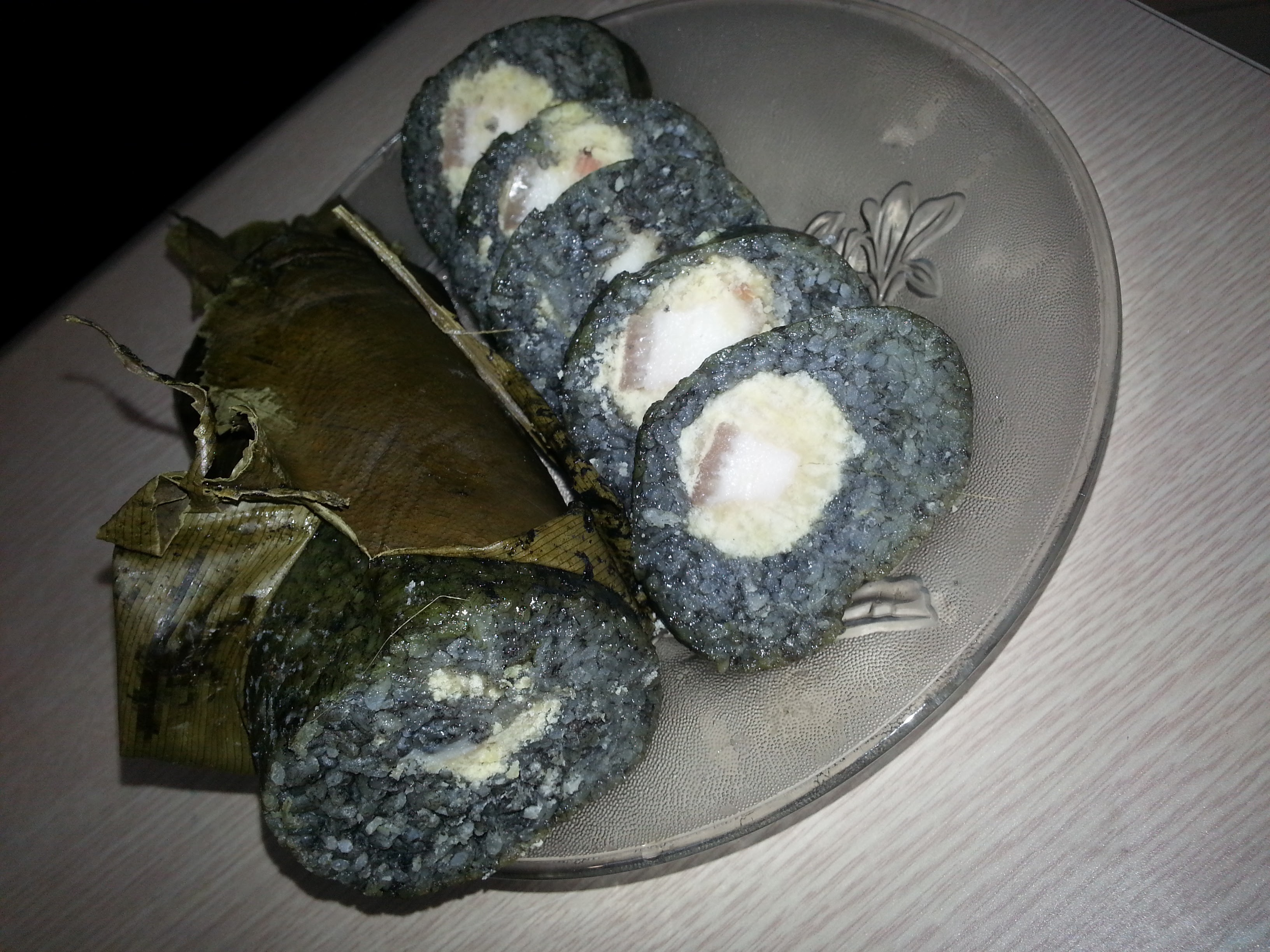
Bánh chưng đen, eine Variante von Bánh chưng des Volkes der Yao in Vietnam

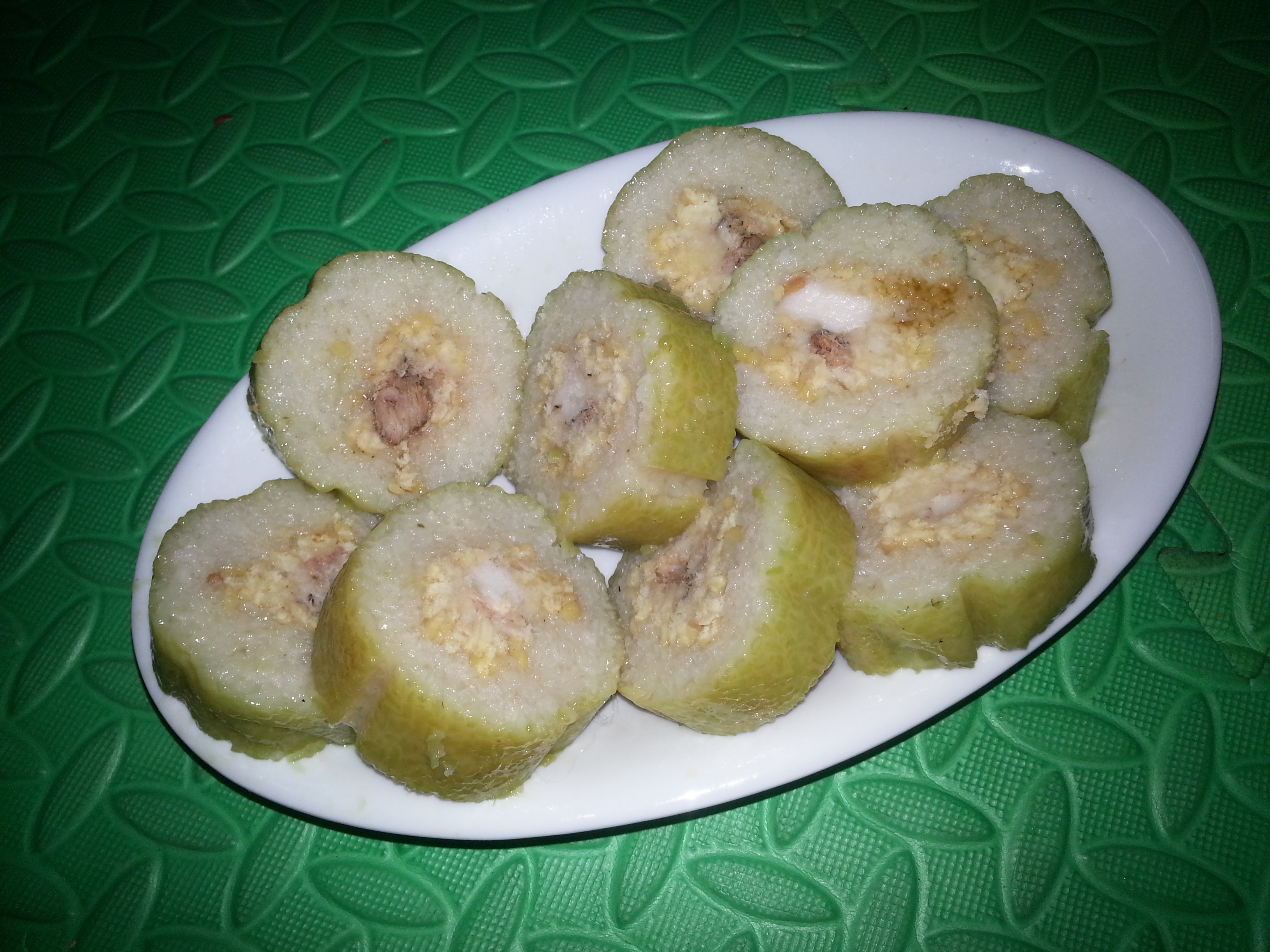
Bánh chưng dài (bánh tày) aus Lập Thạch, Provinz Vĩnh Phúc, Vietnam, in Scheiben geschnitten

Bánh chưng wird normalerweise warm oder bei Zimmertemperatur gegessen, kann aber auch knusprig und frittiert serviert werden. Diese Version wird als bánh chưng rán oder bánh chưng chiên (frittiertes Bánh chưng). Der vietnamesische Schriftsteller Vũ Bằng erwähnt in seinem Buch Thương nhớ mười hai (Sehnsucht nach zwölf Monaten) Bánh chưng rán als ein köstliches Gericht während des „kalten“ Februars in Hanoi.
In einigen Regionen Vietnams wird Bánh tét anstelle von Bánh chưng zubereitet. Bánh tét ist ein zylindrischer Kuchen mit ähnlichen Zutaten wie Bánh Chưng. Ähnliche Kuchen wie Bánh tét sind Bánh tày, Bánh chưng dài (langes Bánh chưng) oder Bánh dài. Sie werden in einigen Regionen im Norden Vietnams hergestellt. Bánh tày wird oft mit einer kleinen Menge Mungbohnen und wenig oder keinem Schweinefleisch zubereitet, damit es länger haltbar ist. Bánh tày kann wie Bánh chưng rán in Scheiben geschnitten und gebraten werden.
Der lange Bánh chưng wird beim Volk der San Diu (Người Sán Dìu), einer Yao-Ethnie in Vietnam, mit einem Höcker in der Mitte hergestellt. Daher wird dieser Bánh chưng „gù“ („höckriges“ Bánh chưng) genannt. Neben lá dong wird Bánh chưng „gù“ mit einer weiteren Blattart namens lá chít umwickelt.
Es gibt auch Variationen von Bánh chưng für Vegetarier und Buddhisten, wie Bánh chưng chay (vegetarischer Bánh chưng) oder Bánh chưng ngọt (gesüßter Bánh chưng). Anstatt mit Schweinefleisch werden diese Kuchen mit Melasse oder braunem Zucker gefüllt. In diesen Variationen wird der Klebreis manchmal mit Gac vermischt, wodurch der Kuchen appetitlich rot gefärbt wird. In den ländlichen Gebieten ist Bánh chưng chay einst von armen Familien zubereitet, die sich kein Schweinefleisch zum Füllen leisten konnten. Sie ersetzten das Schweinefleisch durch Kardamom, schwarzen Pfeffer und gekochte Mungbohnen und diese wird mit Melasse gegessen.